# Hotel Haffner
Hotel Haffner – pięciogwiazdkowy hotel w Sopocie, znajdujący się przy ulicy J.J. Haffnera 59, położony niedaleko plaży Zatoki Gdańskiej (Morze Bałtyckie) i ul. Bohaterów Monte Cassino.
Mieszczą się w nim m.in. restauracja, centrum konferencyjne, basen, sauna, siłownia i centrum spa.

## W kulturze
W Hotelu Haffner nakręcono kilka scen serialu Naznaczony.